# Soren De Luque
Soren De Luque (Santa Marta, Magdalena, 8 de septiembre de 1998) es un baloncestista colombiano que juega en la posición de alero. 

## Trayectoria
Hijo de un jugador de baloncesto, De Luque comenzó a practicar el deporte desde su infancia.
Figura del club Ángeles de Santa Marta y de la selección de Magdalena, fue reclutado por el Deportivo Meta luego de destacarse en los Juegos Deportivos Nacionales de Colombia. Con su nuevo equipo se consagraría campeón de la Copa Nacional de Baloncesto de 2018. Luego de esa hazaña, fue fichado por los Titanes de Barranquilla, siendo parte del plantel que conquistó el título de la Liga Profesional de Baloncesto de Colombia en 2018 y 2019.
En 2020 se unió a los Sabios de Manizales. Posteriormente reforzó a los Tigers de Barranquilla para disputar la Copa Caribe Basket, la cual fue ganada por su equipo.
A comienzos de 2021 se incorporó como jugador franquicia al Tayronas de Santa Marta, pero, luego de que el club desistiera de competir, terminó uniéndose a los Motilones del Norte. Culminado el campeonato regresó a los Titanes de Barranquilla, consagrándose poco después como campeón de la Liga Colombiana de Baloncesto 2021-II.
De Luque hizo su primera experiencia fuera de Colombia en 2022 al ser contratado por el Pergamino Básquet de La Liga Argentina. Sin embargo sólo estuvo un mes allí, regresando a los Titanes de Barranquilla. Se coronó dos veces campeón con los barranquilleros en 2022 y fue nombrado MVP de la temporada, incursionando también en el baloncesto ecuatoriano con el Barcelona SC.
Retornó a La Liga Argentina en diciembre de 2022 como refuerzo de Villa San Martín. Luego se reincorporó a los Titanes de Barranquilla.
En enero de 2024 fue anunciado como refuerzo de los Caballeros de Culiacán del CIBACOPA de México.

## Selección nacional
De Luque disputó el Campeonato Sudamericano de Baloncesto Sub-17 de 2015 y el Campeonato Sudamericano de Baloncesto Sub-21 de 2019. También integró el equipo Sub-19 que ganó la medalla de oro en el torneo de baloncesto masculino de los Juegos Bolivarianos de 2017.
Con la selección absoluta debutó en 2017. Fue miembro del grupo que disputó la FIBA AmeriCup de 2022.